# Gérard Boyer
Pour les articles homonymes, voir Boyer.
Gérard Auguste Boyer, né le 22 mai 1916 au Cap-Haïtien et mort le 20 janvier 2017, est un médecin, enseignant et ministre haïtien.

## Biographie
Gérard Boyer nait au Cap-Haïtien le 22 mai 1916. Il fait ses études primaires à l'annexe de l'école normale de 1921 à 1925 et ses études secondaires à l'institution Saint-Louis de Gonzague de 1925 à 1934. Il est diplômé en médecine en 1939 à la Faculté  de médecine (UEH). Il effectue une spécialisation en dermatologie à Paris de 1946 à 1948.
Il est commissionné lieutenant Médecin du service de santé des Forces  Armées  d'Haïti en 1942 à août 1972, date à laquelle il est mis à la retraite. Il est professeur de dermatologie à la faculté de médecine de 1952 à 1988. Il est ministre de la santé publique et en même temps ministre de l'éducation de juin 1957 à octobre 1957. Il crée L'Institut Fame Pereo en 1983 et est son directeur jusqu’en 1956.
Il publie en 1999 un album souvenir intitulé Memini et en 2014, Dernier cahier. Il décède le 20 janvier 2017, à l'âge de 100 ans, dans sa résidence.

## Publications
- Gérard Boyer, Memini, album souvenir, Le Natal (Port-au-Prince), 1999, 268 p..
- Gérard Boyer, Dernier cahier, 2014.